# NGC 5226
NGC 5226 (również PGC 47877) – galaktyka spiralna (S), znajdująca się w gwiazdozbiorze Panny. Odkrył ją John Dreyer 5 kwietnia 1877 roku.